# DBTG
O Data Base Task Group (DBTG) foi um grupo de trabalho, responsável pelo desenvolvimento da lingugem de programação COBOL, criado em 1965 pelo Cobol Committee, da CODASYL (Conference on Data Systems Language). O DBTG não atuava apenas no COBOL. Foi provavelmente a primeira vez que se introduziu de forma conceitual a abstração de dados, utilizados principalmente nos processos de Modelagem de Dados e Banco de Dados. O DBTG produziu um relatório em Abril de 1971, que continha propostas para três linguagens distintas.

## Linguagem de descrição de Dados esquema (squema DLL)
Linguagem utilizada para descrever um banco de dados estruturado em rede. Seu objetivo é atingir as necessidades de diversas linguagens de programação. É uma linguagem distinta e autocontida, que possui características que lembram o COBOL. 

## Linguagem de descrição de dados subesquema (subsquema DLL)
Linguagem de definição de visões externas, similar ao esquema externo ANSI/SPARC. Possuindo características da Linguagem COBOL.

## Linguagem de manipulação de dados (DML)
Possuem caracteristicas da Linguagem COBOL.

## Arquitetura

### Visão conceitual
A "visão conceitual" é definida como sendo as definições dos vários tipos de registros do banco de dados, do itens de dados que eles contêm e os conjuntos nos quais eles são agrupados.

### Visão externa
A "visão externa" é uma especificação de quais registros interessam ao usuário, e que relacionamentos interligando estes registros o usuário deseja considerar.